# Вычитание (фильм)
«Вычитание» (перс. تفریق‎) — кинофильм режиссёра Мани Хагиги, вышедший на экраны в 2022 году. Мировая премьера состоялась на кинофестивале в Торонто, где лента принимала участие в программе «Платформа». Кроме того, картина участвовала в конкурсной программе Гётеборгского кинофестиваля.

## Сюжет
Однажды Фарзане, беременная жительница Тегерана, замечает в автобусе человека, точь-в-точь похожего на её мужа Джалала. Проследив за мужчиной до его дома, женщина в расстроенных чувствах возвращается домой. На все упрёки Джалал даёт вполне убедительный ответ: в это время он был по делам в другом городе. На другой день, отправившись по указанному адресу, он обнаруживает точную копию своей жены. Выясняется, что здесь живёт и воспитывает сына семейная пара Мохсен и Бита, которые внешне полностью идентичны Джалалу и Фарзане. Впрочем, характеры двойников совершенно иные...

## В ролях
- Таране Алидусти — Фарзане / Бита
- Навид Мохаммадзаде — Джалал / Мохсен
- Фархам Азизи — Бардия
- Али Багери
- Сохейла Разави
- Саид Чангизян